# 87号亚利桑那州州道
87号亚利桑那州州道（英語：Arizona State Route 87，SR87）是美国亚利桑那州中部的一条南北走向的州级公路，全长272.66英里（438.80），南起皮納爾縣皮卡喬接10號州際公路（I-10），北至納瓦霍縣塞康德梅薩接264号亚利桑那州州道（SR 264），沿线景点有莫戈隆边缘等。